# Gorodiščenskij rajon (Oblast' di Volgograd)
Il Gorodiščenskij rajon (in russo Городищенский район?) è un rajon dell'oblast' di Volgograd, nella Russia europea, il cui capoluogo è Gorodišče. Istituito il 23 marzo 1977, ricopre una superficie di 2.180 chilometri quadrati.